# Creeper (Band)
Creeper ist eine britische Punkrock-Band aus Southampton, England, die 2014 gegründet wurde. Die Band besteht aus dem Sänger Will Gould, dem Gitarristen Ian Miles und Oliver Burdett (dem Nachfolger von Sina Nemati seit 2015), der Keyboarderin und zweiten Sängerin Hannah Greenwood, dem Bassisten Sean Scott und dem Schlagzeuger Jake Fogarty als Nachfolger von Dan Bratton (2021). Das Gründungsmitglied Oliver Burdett (Gitarre) verließ die Band ebenfalls 2021. Creeper veröffentlichte ihre Debüt-EP Creeper im Jahr der Gründung 2014, danach folgten die EPs The Callous Heart (2015) und The Stranger (2016) auf dem Label Roadrunner Records. Das Debüt-Studioalbum der Band, Eternity, in Your Arms wurde 2017 veröffentlicht und belegte Platz 18 der britischen Albumcharts. 2020 erreichte das zweite Studioalbum Sex, Death & the Infinite Void die Top Ten der Charts auf Platz 5.
Indem Creeper durch wechselseitige Mitgliedschaften in Bands der Hardcore-Punk- und Post-Hardcore-Szene im Raum Southampton zusammengefunden haben, sind sie musikalisch und stilistisch beeinflusst durch andere „Goth-Punk“-Gruppen wie AFI und Alkaline Trio einerseits und eher traditionelle Punkbands wie The Bouncing Souls und Glam-Rock-Künstler wie David Bowie. Die Lieder der Band werden typischerweise von Gould und Miles geschrieben, obwohl Nemati ebenfalls frühe Stücke als Co-Autor mitgeschrieben hat. Bereits kurz nach der Gründung wurden Creeper von den Kritikern zu einer der besten neuen Rockbands gekürt, wobei sie 2016 einen Kerrang! Award und den Metal Hammer Golden Gods Award gewannen.
Nach Veröffentlichung des Albums Eternity, in Your Arms und einer Konzerttour im Laufe des Jahres 2017 kündigten Creeper nach einem Auftritt am 1. November 2018 die Auflösung der Band an. Der Akt erinnerte an das Ende von Bowies Alter Ego Ziggy Stardust 1973, was viele Kommentatoren dazu veranlasste, zu spekulieren, dass Creeper sich nicht wirklich aufgelöst hätten. Allerdings gab es keine offiziellen Verlautbarungen der Band zu dem Thema. Genau ein Jahr später traten Creeper erneut bei einem Konzert in London auf und arbeiteten seitdem an der Herausgabe ihres zweiten Albums Sex, Death & the Infinite Void im Juli 2020.

## Geschichte

### 2014–2016: Gründung und frühe Jahre
Die Band Creeper wurde 2014 in Southampton von Sänger Will Gould und Gitarrist Ian Miles gegründet, die zuvor in der Punkband Our Time Down Here aktiv gewesen waren. Dazu kamen der zweite Gitarrist Sina Nemati, Bassist und Zweitsänger Sean Scott, sowie Schlagzeuger Dan Bratton. Es war Goulds Idee, die Band „Creeper“ zu nennen, denn ihm gefiel der Gedanke, dass es sich dabei um einen Roman von Stephen King hätten handeln können, und dass damit kein besonderes Genre verknüpft ist. Zwei alternative Namen, die verworfen wurden, waren „Coven“ und „Witch Cat“. Die fünf Musiker veröffentlichten 2014 ihre Debüt-EP zunächst in Eigenregie, später am 8. Dezember des Jahres wurde sie dann als limitierte Vinyl-Single von Palm Reader Records herausgegeben. Die Band gab ihr erstes größeres Konzert am 1. August 2014 im Joiners Arms, worauf ihr erster Auftritt in London im The Old Blue Last am 13. September und eine Zeit als Vorband der walisischen Gruppe Funeral for a Friend folgten. Im Juni 2015 unterschrieb die Band einen Vertrag mit Roadrunner Records und spielte zum ersten Mal auf dem Download Festival. Creepers zweite EP, The Callous Heart, wurde am 18. September 2015 veröffentlicht. Im Laufe des Jahres tourten Creeper außerdem mit den Misfits und danach mit Moose Blood, und spielten zudem auf der Warped Tour.
Im Dezember 2015 gab man bekannt, dass Nemati Creeper verlassen hätte, um sich „auf seine Karriere als Toningenieur in London zu konzentrieren“. Gleichzeitig wurde die Tour-Keyboarderin Hannah Greenwood als vollwertiges Mitglied aufgenommen. Die dritte EP der Gruppe, The Stranger, folgte am 19. Februar 2016 und erreichte Platz 9 in den britischen Rock- und Metal-Albumcharts. Die EP wurde auf einer Tour mit der schottischen Band Grader und bei Auftritten mit Neck Deep und WSTR beworben. Im Mai 2016 spielten Creeper als Unterstützung für den Sänger der Black Veil Brides Andy Biersack während seiner Homecoming Tour, sowie als zweite Vorband von Funeral for a Friend bei deren Abschiedstour am 21. Mai im O2 Forum. Im Juni steuerten Creeper eine Coverversion von Iron Maidens „The Evil That Men Do“ für das vom Magazin Kerrang! herausgegebene Tributalbum Maiden Heaven Volume 2: An All-Star Tribute To Iron Maiden bei, während sie im August eine Aufnahme von „This Is How I Disappear“ (My Chemical Romance) für das kostenlose Sammelalbum Rock Sound Presents... The Black Parade einspielten. Dieses Album wurde als Hommage an The Black Parade von dem Magazin Rock Sound herausgegeben.

### 2016–2018:Eternity, in Your Arms

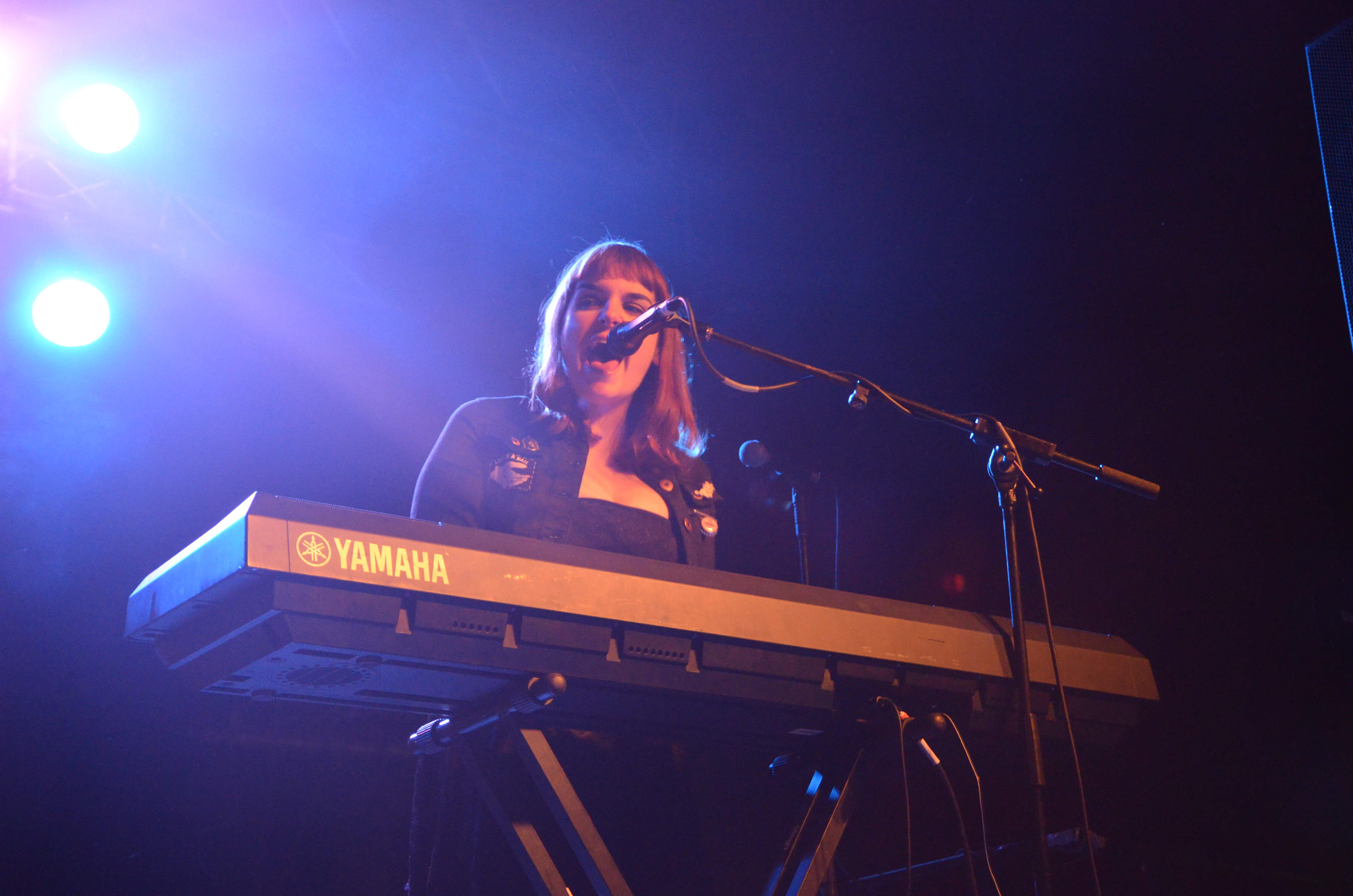
Keyboarderin Hannah Greenwood, zunächst nur Tourmusikerin für die Band, wurde 2015 als Vollzeitmitglied von Creeper aufgenommen.

Nachdem Creeper im August 2016 auf dem Reading and Leeds Festivals aufgetreten waren, begann man auf dem Twitter-Konto der Band Bilder von weißem Rauschen zu zeigen, später wurden dann die persönlichen Konten der Bandmitglieder versteckt oder gelöscht. Eine Southamptoner Telefonnummer, die zuvor zur Werbung für The Stranger gedient hatte, enthielt plötzlich eine aufgezeichnete Nachricht, die einen Link zu einer Website mit Hinweise zum „Verschwinden von James Scythe“ enthielt, sowie Hinweise auf die EPs der Band. Im Oktober erschien die Band dann erneut mit der Ankündigung für ihr neues Studioalbum, Eternity, in Your Arms und der Veröffentlichung des Stücks „Suzanne“ als Single und Musikvideo. Zur Inspiration für das Album machte Gould folgende Angaben: „Eternity, in Your Arms ist eine Platte, bei der es dieses Mal nicht nur ums Jungsein und gebrochene Herzen geht, sondern um Übergänge, um Alter und Verlust. Nicht nur den Verlust des Lebens, sondern den Verlust von uns selbst. Die Teile der Leute, die wir waren.“ Vom 20. Oktober bis 6. Dezember ging die Band dann zusammen mit Pierce the Veil und Letlive auf Konzerttour durch das Vereinigte Königreich und Kontinentaleuropa.
Die Single „Hiding with Boys“, das zweite Lied auf Eternity, in Your Arms, wurde am 11. Dezember 2016 in der BBC Radio 1 Rock Show veröffentlicht und einen Tag später um ein Musikvideo ergänzt. Zur Vermarktung des Albums gingen Creeper am 25. März 2017 auf Tour durch ganz Europa. Ende 2016 standen Creeper an der Spitze der Rock Sound-Leserumfrage zur besten britischen Newcomer-Band, allerdings auch auf dem siebten Platz in der Wertung zur besten britischen Band überhaupt und auf Platz vier der schlechtesten britischen Bands. Das Magazin listete die EP The Stranger auf Rang 36 der besten Veröffentlichungen des Jahres. Das dritte Stück aus Eternity, in Your Arms namens „Black Rain“ wurde am 14. Februar 2017 als Single und Video veröffentlicht.
Eternity, in Your Arms erreichte Platz 18 der britischen Albumcharts. Es kam jedoch auf Nummer 1 im UK Rock & Metal Albums Chart, sowie auf Platz 17 im Scottish Albums Chart. Im April 2017 wurden Creeper in der Kategorie „Breakthrough Band“ (engl.: Band, die den Durchbruch geschafft hat) für die Alternative Press Music Awards nominiert. Sie waren außerdem als beste britische Band bei den Heavy Music Awards nominiert, und traten bei der Verleihungszeremonie am 24. August im House of Vans in London auf. Die Band setzte ihre Touraktivitäten 2017 weiter fort, inklusive ihres ersten Auftritts auf der Hauptbühne des Download Festivals und aller Veranstaltungen der Warped Tour 2017 in den USA und Kanada von Juni bis August. Im Juni kündigten sie für das Ende des Jahres eine weitere Tour durch das Vereinigte Königreich an, The Theatre of Fear, eine „einmalige Produktion, die auf sechs Bühnen im ganzen Land zu sehen sein wird.“ Die Band arbeitete außerdem mit der Schriftstellerin Lilly Banning an einem Buch mit dem Titel The Last Days of James Scythe (engl.: Die letzten Tage des James Scythe), das auf der fortlaufenden Geschichte des Titelhelden basiert und 2017 bei dem unabhängigen Verlag 404 Ink erschienen ist.
Creeper veröffentlichten die Weihnachts-EP Christmas am 8. Dezember 2017, die unter anderem Coverversionen von „Fairytale of New York“ und „Blue Christmas,“ sowie die Eigenkomposition „Same Time Next Year?“ enthält. Die Band spielte im nächsten Jahr für Neck Deep und All Time Low, und trat danach wieder beim Two Thousand Trees Festival und dem Reading and Leeds Festivals auf. Während des Auftritts am 1. November 2018 im Londoner Koko Venue hängte die Band demonstrativ ihre „Callous Heart“-Jacken auf und Frontmann Will Gould erklärte: „Nicht nur ist dies die letzte Show dieses Albums, sondern es ist die letzte Show, die wir jemals geben werden“ – ein Verweis auf David Bowies Auftritt im Hammersmith Apollo am 3. Juli 1973, bei dem er den Tod seines Alter Egos „Ziggy Stardust“ verkündete. Die Band verließ danach die Bühne und es wurde eine Zusammenfassung der Höhepunkte ihrer Karriere gezeigt. Diese endete mit den Worten „Even eternity ends“ (Sogar die Ewigkeit geht zu Ende). Während Bowie seine Karriere auch nach dem Auftritt von 1973 fortsetzte, gab es von Creeper keine offiziellen Angaben darüber, ob und wann die Band wieder zusammenfinden würde.

### Seit 2019:Sex, Death & the Infinite Void
Im September 2019 begannen die Mitglieder von Creeper, Bilder und Videos im Internet hochzuladen, was eine Rückkehr der Band vermuten ließ. Einige Tage später wurde unter dem Pseudonym „Fugitives of Heaven“ für Allerheiligen 2019 ein Konzert in einem für 620 Personen ausgelegten Londoner Musikclub angekündigt – genau ein Jahr nach dem letzten Auftritt der Gruppe. Nach der Uraufführung auf diesem Konzert und einer Erstausstrahlung während der BBC Radio 1 Rock Show am selben Abend veröffentlichte die Band ihre neue Single „Born Cold“ am 3. November 2019. Im Januar 2020 wurde dann bekannt gegeben, dass das zweite Studioalbum der Band den Titel Sex, Death & the Infinite Void tragen und am 22. Mai 2020 herausgebracht werden würde. Die dazu gehörige Tour durch das Vereinigte Königreich, die God Can’t Save Us Tour war ursprünglich für April vorgesehen, musste aber wegen der COVID-19-Pandemie auf den August verschoben werden.
Im Mai 2020 gaben Creeper schließlich an, dass die Veröffentlichung von Sex, Death & The Infinite Void nun am 31. Juli des Jahres erfolgen solle. Das Album stieg am 13. August 2020 auf Platz 5 in die britischen Charts ein, wo es ich eine Woche lang hielt. Im September 2020 gab man außerdem bekannt, das Schlagzeuger Dan Bratton die Band verlassen habe. Die Single „Midnight“ wurde am 28. Mai 2021 als Teil der EP American Noir veröffentlicht. Gleichzeitig ließ die Band verlautbaren, dass Schlagzeuger Jake Fogarty der Nachfolger von Bratton geworden sei.

## Rezeption
Creepers Debütalbum Eternity, in Your Arms wurde von den Kritikern vielfach gelobt. Die Webseite Metacritic verzeichnet basierend auf acht einzelnen Bewertungen eine standardisierte Wertung von 89 %, was dort als „allgemeine Wertschätzung“ interpretiert wird (universal acclaim). In einer Rezension für AllMusic nannte James Christopher Monger das Album „durchgehend unwiderstehlich“ und „ernsthaft inspiriert.“ Rob Barbour vom Metal Hammer beschrieb das Album als „ambitioniert, und doch perfekt ausgeführt“ und hob hervor, dass er nicht eine einzige falsche Note gehört hätte. Im Rock Sound-Magazin schrieb David McLaughlin, dass Creeper mit Eternity, in Your Arms ihrem Ruf als „unwiderstehlichste Zukunftskandidaten der britischen Rockszene“ gerecht würden. Christoph Kutzer bewertete das Album für den Sonic Seducer und fasste es wie folgt zusammen: „Als ‚Super Heroes‘ muss man Creeper ... nicht zwingend feiern. Als vielversprechender Nachwuchs aber haben sie allen Respekt verdient.“

## Stil
Tom Connick vom Magazin DIY beschrieb die erste EP der Band als „perfekt ausgeführten Punkrock.“ Es wurden Vergleiche mit Alkaline Trio, AFI, Pennywise und My Chemical Romance gezogen und Einflüsse von Morissey und den Misfits festgestellt. In den Einführungen zu ihrem Debütalbum wurden Creeper häufig als die „am meisten erwartete“ neue Gruppe der Rockmusik vorgestellt. Creepers Stil wurde auch als Horrorpunk, Emo und Gothic Rock bezeichnet.
Als Miles und Gould ihre ersten Ideen für die Band hatten, schwebte ihnen ein vom New-Romantic-Stil beeinflusster Dark Wave vor, allerdings orientierte sich die Band letztlich viel mehr am Punkrock. Creeper selbst geben Marilyn Manson, AFI, Jawbreaker, Jim Steinman, Energy, David Bowie, Metallica, Tiger Army, Meat Loaf, Bonnie Tyler, Alkaline Trio die Misfits, The Nerve Agents und The Cramps als Inspiration an und nennen Einflüsse der Bilder aus Filmen wie Baz Luhrmanns William Shakespeares Romeo + Julia, Joel Schumachers The Lost Boys und Phantom of the Paradise von Brian De Palma. Auch Romane und Bühnenstücke wie J. M. Barries Buch Peter Pan; or the Boy Who Wouldn’t Grow Up (1904) und dessen Musical-Adaption von 1954 haben sich Gould zufolge auf Creepers Musik ausgewirkt.

## Diskografie

### Studioalben
| Jahr | Titel Musiklabel                                  | Höchstplatzierung, Gesamtwochen, AuszeichnungChartsChartplatzierungen (Jahr, Titel, Musiklabel, Platzierungen, Wochen, Auszeichnungen, Anmerkungen) | Anmerkungen                            |
| Jahr | Titel Musiklabel                                  | UK | Anmerkungen                            |
| ---- | ------------------------------------------------- | --- | -------------------------------------- |
| 2017 | Eternity, in Your Arms Roadrunner Records         | UK18 (1 Wo.)UK | Erstveröffentlichung: 24. März 2017    |
| 2020 | Sex, Death & the Infinite Void Roadrunner Records | UK5 (1 Wo.)UK | Erstveröffentlichung: 31. Juli 2020    |
| 2023 | Sanguivore Spinefarm Records                      | UK29 (1 Wo.)UK | Erstveröffentlichung: 13. Oktober 2023 |

### EPs
| Jahr | Titel Musiklabel                      | Höchstplatzierung, Gesamtwochen, AuszeichnungChartsChartplatzierungen (Jahr, Titel, Musiklabel, Platzierungen, Wochen, Auszeichnungen, Anmerkungen) | Anmerkungen                         |
| Jahr | Titel Musiklabel                      | UK | Anmerkungen                         |
| ---- | ------------------------------------- | --- | ----------------------------------- |
| 2021 | American Noir (EP) Roadrunner Records | UK13 (1 Wo.)UK | Erstveröffentlichung: 30. Juli 2021 |

Weitere EPs
- 2014: Creeper
- 2015: The Callous Heart
- 2016: The Stranger
- 2017: Christmas

### Singles
| Jahr | Titel                 | Album                          |
| ---- | --------------------- | ------------------------------ |
| 2015 | Lie Awake             | The Callous Heart              |
| 2015 | The Honeymoon Suite   | The Callous Heart              |
| 2016 | Black Mass            | The Stranger                   |
| 2016 | Suzanne               | Eternity, in Your Arms         |
| 2016 | Hiding with Boys      | Eternity, in Your Arms         |
| 2017 | Black Rain            | Eternity, in Your Arms         |
| 2017 | Misery                | Eternity, in Your Arms         |
| 2017 | Fairytale of New York | Christmas                      |
| 2019 | Born Cold             | Sex, Death & the Infinite Void |